# Jordi Masip
Jordi Masip López (sinh ngày 3 tháng 1 năm 1989) là một cầu thủ bóng đá chuyên nghiệp người Tây Ban Nha chơi ở vị trí thủ môn cho Real Valladolid . Trưởng thành từ lò đào tạo trẻ La Masia, anh là sự lựa chọn thứ 3 trong khung gỗ của đội bóng xứ Catalan sau Marc-André ter Stegen và Jasper Cillessen.